# Daïra d'In Amenas
La daïra d'In Amenas est une daïra d'Algérie située dans la wilaya d'Illizi et dont le chef-lieu est la ville éponyme d'In Amenas.

## Localisation
La daïra d'In Amenas est située au nord de la wilaya d'Illizi.

## Communes de la daïra
La daïra d'In Amenas est composée de trois commune : In Amenas, Bordj Omar Driss et Debdeb.